# Kamtchybek Tachiev
Kamtchybek Kydyrchaïevitch Tachiev (Камчыбек Кыдыршаевич Ташиев), né le 27 septembre 1968 au village de Barpy dans la province de Djalal-Abad, est un homme politique kirghize, chef du parti Ata-Jourt (deuxième parti du pays) et député au parlement du Kirghizistan.

## Biographie
Il termine en 1992 l'université de Tomsk[Laquelle ?] et reçoit son diplôme d'ingénieur-chimiste. Il est directeur en 1993 de la firme commerciale Meerim-Aï dans son village natal (district de Suzak). En avril 1995, il devient directeur général de la firme commerciale Tomas à Djalal-Abad. En 1999, il est diplômé en droit de l'université nationale kirghize. De juin 2000 à 2002, il dirige une coopérative agricole intitulée Elet-Kentch, à Barpy. Il entre dans les organes gouvernementaux en 2002. Il est élu député du parlement en 2005.
Kamtchybek Tachiev est nommé ministre des Situations d'urgence en 2007, mais il démissionne en 2009 à cause de désaccords avec le Premier ministre Daniar Oussenov. Sa maison est vandalisée en octobre 2010 et il est molesté pendant la campagne aux élections législatives de 2010, ce qui n'empêche pas son parti d'obtenir plus de voix. Il est chef du parti Ata-Jourt à partir de octobre 2010. Il dirige son bloc parlementaire jusqu'en juin 2012.
Il est candidat à l'élection présidentielle kirghize de 2011.
Le 3 octobre 2012, Kamtchybek Tachiev, Sadyr Japarov et Talant Mamytov organisent une manifestation à l'extérieur du parlement pour réclamer la nationalisation de la mine de Kumtor. Ils sont arrêtés dans la foulée. Le 29 mars 2013, il est condamné à un an et demi de prison. Le 17 juin 2013, le tribunal de seconde instance relaxe les trois prévenus. Le 6 août, la Cour suprême les condamne à un an et demi de prison. Ayant déjà purgé une partie de la peine, ils sont libérés. Le 20 août 2013, il est déchu de son mandat de député par la commission électorale.
En prévision des élections législatives kirghizes de 2015, son parti Ata-jourt fusionne avec Respoublika pour former Respoublika Ata-jourt dont il devient le coprésident. Sa candidature aux législatives est invalidée par la commission électorale. Des dissensions entre les deux partis apparaissent lors du référendum constitutionnel kirghize de 2016 et le parti retrouve son indépendance,.
Candidat à l'élection présidentielle kirghize de 2017, il se retire pour soutenir la candidature de l'ancien Premier ministre Sooronbay Jeenbekov.
Il codirige en 2019 Ata-jourt avec Akhmatbek Keldibekov,.
Du fait de l'emprisonnement de Sadyr Japarov, il dirige le parti Mekentchil lors des élections législatives kirghizes de 2020. Celui-ci devenu Premier ministre et président de la République par intérim à la suite des manifestations de 2020 au Kirghizistan le nomme président du comité pour la Sécurité nationale.
Le 24 février 2021, il est promu au rang de lieutenant général. Au même moment, Ulan Niyazbekov, Bekbosun Apsatarov et Askat Egemberdiev, d'autres hauts fonctionnaires dans le domaine de la sécurité, sont promus au rang de major général.

## Vie privée
Il est marié et père de quatre enfants. Il finance de nombreuses associations en faveur de la jeunesse (orphelins, handicapés, etc.) et des installations sportives. Il est vice-président de la fédération nationale de boxe.